# Кузьмищев, Владимир Александрович
Влади́мир Алекса́ндрович Кузьми́щев (1925 — 1988) — русский и советский американист, исследователь цивилизации доколумбовой Америки. Автор книги «Тайна жрецов майя» (1968, 1975 гг.) о цивилизации майя и книги «Царство сынов Солнца» (1982, 1985 гг.) об империи инков (обе вышли в серии «Эврика»).
В 1974 году в серии «Литературные памятники» вышла в его переводе «История государства инков» выдающегося писателя и мыслителя XVI — XVII веков Инки Гарсиласо де ла Вега.
Много лет проработал в Союзе советских обществ дружбы, возглавлял сектор культуры Института Латинской Америки Академии наук СССР.